# Intradermoréaction
Pour les articles homonymes, voir IDR.

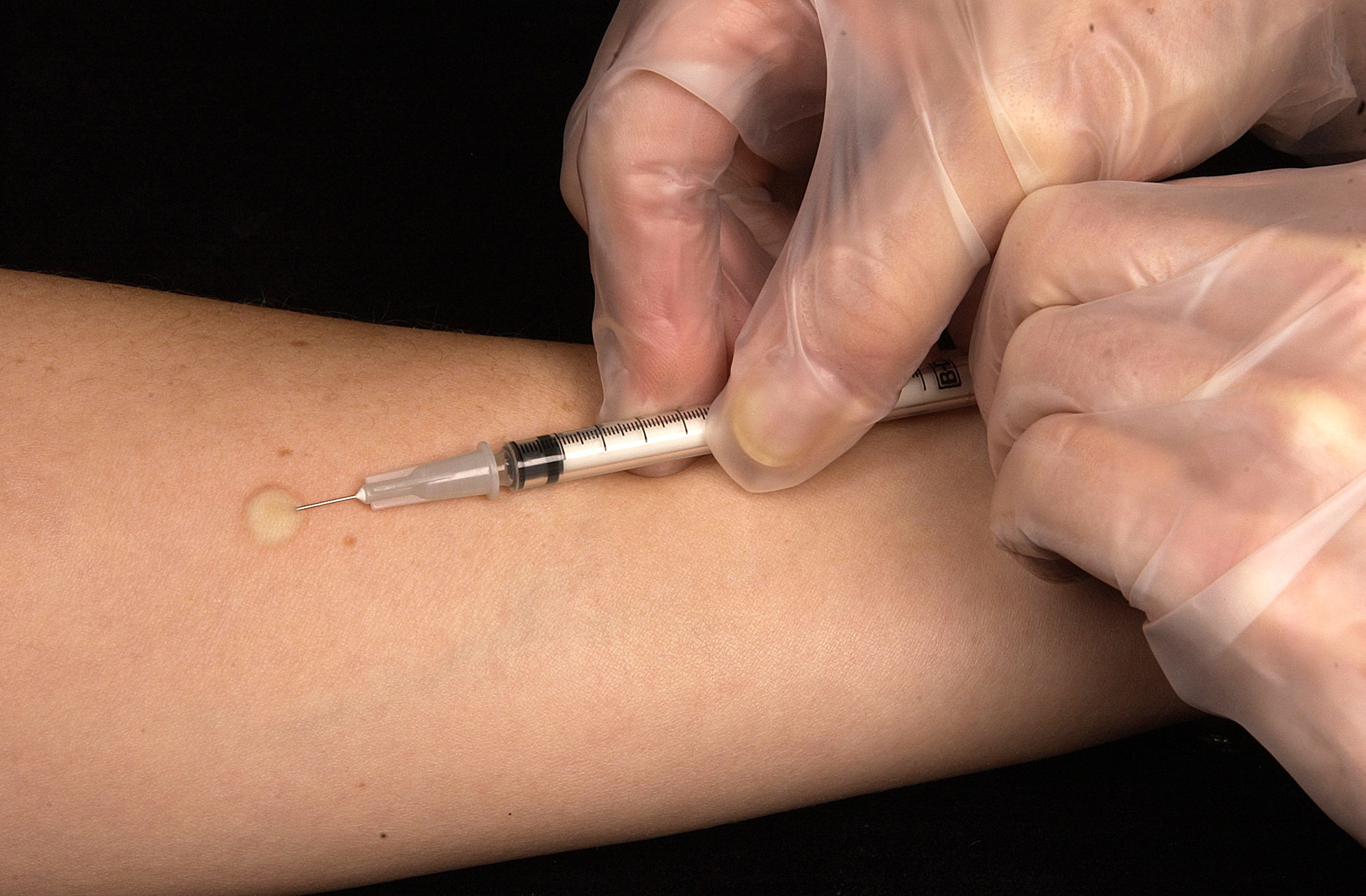
Test Mantoux pour le dépistage de la tuberculose.

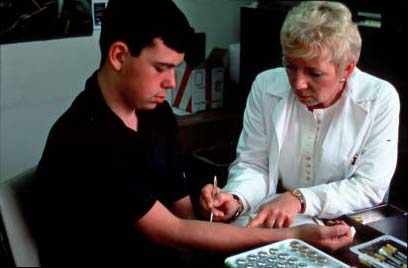
Prick test

Une intradermoréaction (IDR) est en médecine, un test réalisé à l'aide d'une goutte de liquide contenant les antigènes à tester, posée sur la peau (généralement de l'avant-bras), à travers laquelle on va piquer l'épiderme à l'aide d'une aiguille stérile. La réaction inflammatoire (hypersensibilité de type IV) obtenue détermine si le sujet possède ou non les anticorps correspondants au produit testé (tuberculose, pollen, etc.).
Le test doit être "lu" dans les 2 à trois jours par un médecin. C'est le diamètre de la papule et non la coloration qui va permettre le diagnostic (supérieur à 6 mm environ pour la tuberculine).....

## Exemples
- Test Mantoux pour dépister la tuberculose.
- Prick test pour diagnostiquer les allergies.